# 蒂姆·奥斯汀
蒂姆·奥斯汀（英語：Tim Austin，1971年4月14日—），生于俄亥俄州辛辛那提，美国男子拳击运动员。他曾代表美国参加1992年夏季奥林匹克运动会拳击比赛，获得男子51公斤级铜牌。